# Остров Калифорния

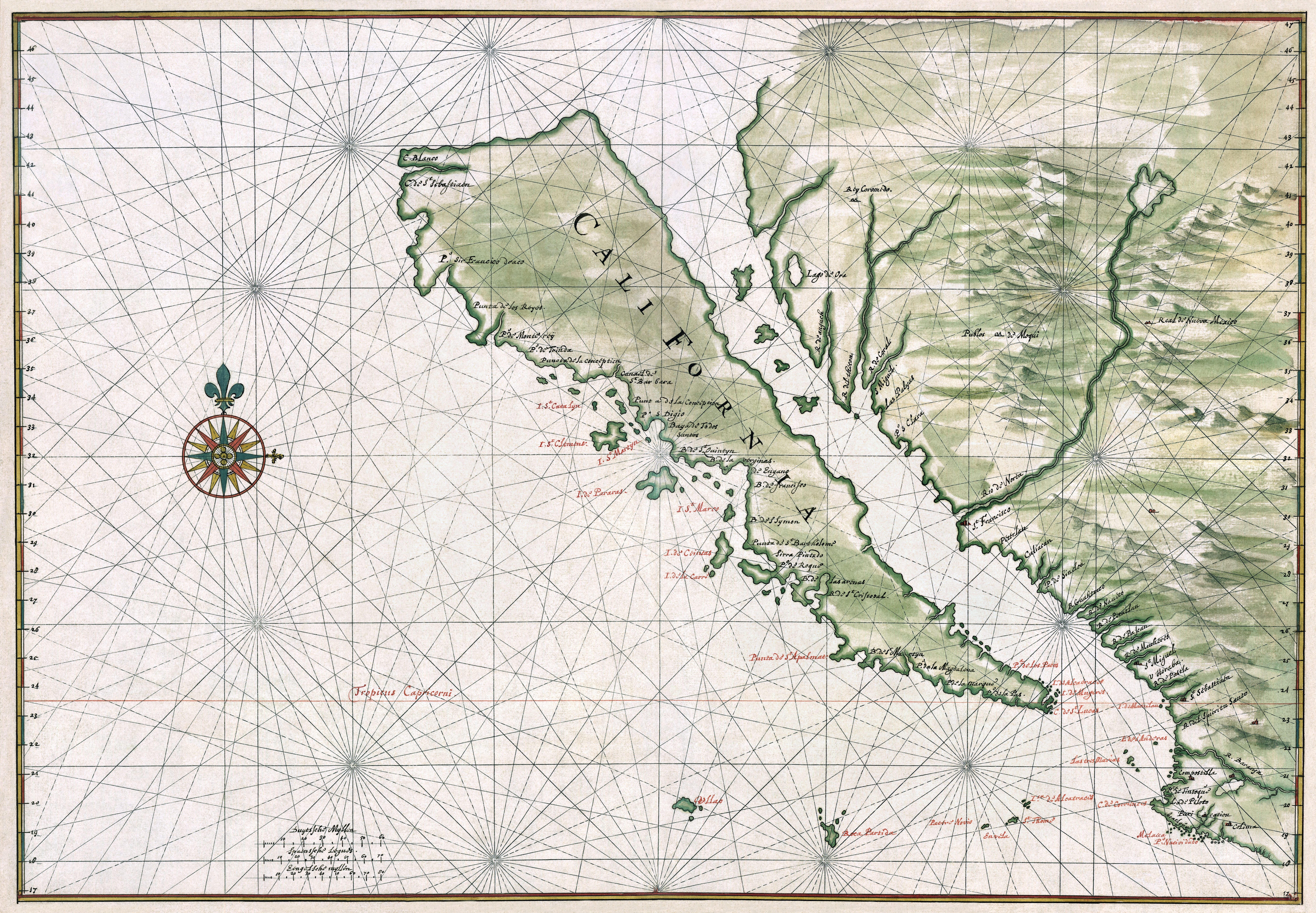
Карта «Острова Калифорния» (около 1650 года)

Островом Калифорния долгое время ошибочно считался Калифорнийский полуостров.

## История
Долгое время в Европе существовала географическая концепция, согласно которой близ Северной Америки располагался некий остров Калифорния, отделённый от континента так называемым Калифорнийским проливом. Это одна из известнейших картографических ошибок в истории, которая повторялась на множестве карт в XVII—XVIII веках, несмотря на наличие сведений от путешественников, опровергающих её.
Впервые «Остров Калифорния» упоминается в романе «Деяния Эспландиана» Гарси Родригесa де Монтальво, вышедшем в 1510 году. Возможно, именно это описание привело первых исследователей к ошибке. В году 1533 Фортун Хименес, направленный в исследовательскую экспедицию Эрнаном Кортесом, открыл южную часть полуострова. Из-за недостаточности знаний начинается первый короткий период, когда Калифорнию считали островом.
В 1539 году Кортес отправил Франсиско де Ульоа на север по заливу и вдоль тихоокеанского побережья Калифорнии. Ульоа добрался до устья реки Колорадо у окончания залива. Это открытие свидетельствовало, что Калифорния соединена с материком. Следующая экспедиция поднялась вверх по течению реки и подтвердила открытие. Карты, публиковавшиеся в Европе после этого, показывали Калифорнию верно, в виде полуострова.
Несмотря на это, восприятие Калифорнии как острова возобновилось в начале XVII века. Одним из факторов могло быть открытие Хуаном де Фука в 1592 году одноименного пролива. Фука, по описаниям, обнаружил на 47 градусе северной широты большой пролив, возможно — часть Северо-Западного прохода, с крупным островом у устья. Хотя Калифорнийский залив фактически оканчивается намного южнее, около 31 градуса, открытие подтолкнуло к его дальнейшим исследованиям.
Была отправлена экспедиция во главе с губернатором Нью-Мексико, Хуаном де Оньяте. Экспедиция продвинулась по реке Колорадо в 1604—1605 годах, после чего был составлен официальный отчет, согласно которому участники видели, что залив продолжается на северо-запад. В результате остров Калифорния вновь появился на картах; первая из известных карт этого периода относится к 1622 году (Амстердам). Такое изображение стало стандартом для многих позднейших карт XVII века и встречалось даже в XVIII. Судя по ранним картам, испанские власти на местах были в курсе реальных очертаний залива. Однако, продление береговой линии острова Калифорния на север позволяло обеспечить приоритет открытия Кортесом Калифорнии (1533) над заявкой Дрейка на Новый Альбион (1579).
Вновь установил полуостровную суть Калифорнии иезуит и картограф Эусебио Кино. В период обучения в Европе он принимал идею об острове, но прибыв в Мексику, начал в этом сомневаться. В 1698—1706 годах он совершил ряд сухопутных экспедиций от северной Соноры до окрестностей дельты Колорадо с целью установить сообщение между иезуитскими миссиями в Соноре и на полуострове. В результате Кино убедился в существовании перешейка и иезуиты XVIII века в целом разделяли его взгляды. Однако, его спутник Хуан Матео Манхе выражал скептицизм по поводу этого открытия, так что европейские картографы пока к единому мнению не пришли.
Иезуитские миссионеры-исследователи пытались разрешить сомнения по этому вопросу. Окончательно проблема была снята только после экспедиций Хуана де Анса 1774—1776 годов. Он добрался по суше из Соноры до района современного Сан-Франциско.